# Szkizofreniform zavar
A szkizofreniform zavar mentális betegség, amelynek diagnózisa akkor állítható fel, amikor valakinél a szkizofrénia tünetei egy legalább egy hónapos időtartam nagy része alatt fennállnak, de a zavar nem tart a szkizofrénia diagnózisának felállításához szükséges hat hónapig.
Mindkét rendellenesség (a szkizofrénia és a szkizofreniform zavar) tünetei között szerepelhetnek téveszmék, hallucinációk, rendezetlen beszéd, rendezetlen vagy katatón viselkedés, valamint szociális elszigetelődés. Míg a szkizofrénia diagnosztizálásához szükség van a szociális, a munkahelyi vagy tanulási teljesítmény romlására, a szkizofreniform rendellenesség esetén az egyén funkcionalitása nem feltétlenül romlik. A szkizofrénia kialakulása több hónapon vagy éven keresztül fokozatosan történhet, a szkizofreniform zavar pedig viszonylag gyorsan alakul ki.
A szkizofréniahoz hasonlóan ezt a betegséget is gyakran antipszichotikus gyógyszerekkel, különösen atípusos antipszichotikumokkal kezelik, különféle szociális foglalkozásokkal (pl.: egyéni pszichoterápia, családterápia, foglalkozásterápia stb.) kiegészítve, amelyek célja a betegség társadalomra és érzelmekre gyakorolt hatásainak csökkentése. A prognózis a tünetek jellegétől, súlyosságától és időtartamától függően változik, ám a szkizofreniform zavarral diagnosztizált egyének kb. kétharmadánál később szkizofrénia alakul ki.

## Jelek és tünetek
A szkizofreniform zavar egy olyan mentális betegség, amelyet pszichózis jellemez és szorosan kapcsolódik a szkizofréniához. Mind a szkizofrénia, mind a szkizofreniform zavar - ahogyan azt a mentális rendellenességek diagnosztikai és statisztikai kézikönyve (DSM-IV-TR) meghatározta - ugyanazokkal a tünetekkel és alapvető jellemzőkkel bír, két különbség kivételével: a funkcionális károsodás szintje és a tünetek időtartama. A szociális, munkahelyi vagy tanulási teljesítmény romlása általában szkizofrénia esetén fordul elő, különösen az első diagnózis idején, de a szkizofreniform zavarban ez a tünet hiányozhat. Szkizofreniform zavar esetén a tüneteknek (ideértve a prodromális, az aktív és a reziduális fázist is) legalább 1 hónapig, de legfeljebb 6 hónapig kell tartaniuk, míg a szkizofrénia esetén a tüneteknek legalább 6 hónapig fenn kell állniuk.

## Ok
A rendellenesség pontos oka ismeretlen, és viszonylag kevés tanulmány foglalkozik kizárólag a szkizofreniform zavar etiológiájával. Más pszichotikus rendellenességekhez hasonlóan a diatézis-stressz modellt is szemügyre vették, amely arra utal, hogy egyes egyének alapvető multifaktorális genetikai sebezhetőséggel rendelkeznek a rendellenességgel szemben, amelyet bizonyos környezeti tényezõk válthatnak ki. A szkizofreniform zavar inkább azoknál az egyéneknél fordul elő, akik családjában szkizofrénia vagy bipoláris zavar van jelen.

## Diagnózis
Ha a tünetek legalább egy hónapig fennállnak, ideiglenes diagnózist lehet felállítani a szkizofreniform zavarról, arra az időre, amíg megvárják, hogy meggyógyul-e a beteg. Ha a tünetek a megjelenéstől számított 6 hónapon belül eltűnnek, az 'ideiglenes' minősítést eltávolítják a diagnózisból. Ha azonban a tünetek legalább 6 hónapig fennállnak, a szkizofreniform zavar diagnózisát felül kell vizsgálni. Az "akut és átmeneti pszichotikus zavar" diagnózis fontolóra vehető, ha a tünetek egy hónapnál rövidebbek.
Mind a szkizofreniform zavar, mind a szkizofrénia fő tünetei a következők lehetnek:
- téveszmék (doxazmák),
- hallucinációk,
- rendezetlen beszéd a formai gondolkodászavar miatt,
- rendezetlen vagy katatón viselkedés és negatív tünetek, például
- képtelenség az érzelmek megélésére (érzelmi elsivárosodás),
- örömképtelenség (anhedonia),
- károsodott vagy csökkent nyelvi képességek (afázia),
- csökkent vagy hiányzó vágy emberi kapcsolatok kialakítása iránt, és
- indítékszegénység.

## Kezelés
A szkizofreniform zavarra különböző kezelési módozatok léteznek, beleértve a gyógyszeres, pszichoterápiás és egyéb pszichoszociális kezelést. A gyógyszeres kezelés a leggyakrabban alkalmazott módszer, mivel a pszichiátriai gyógyszerek gyorsan csökkentik a tünetek súlyosságát, illetve azok időtartamát is. Az alkalmazott gyógyszerek nagyjából megegyeznek a szkizofrénia kezelésénél alkalmazott gyógyszerekkel (atípusos antipszichotikumok). Azoknak a betegeknek, akik nem reagálnak a kezdeti atípusos antipszichotikumokra, előnyös lehet, ha átváltanak egy másik ilyen antipszichotikumra, hozzáadnak egy hangulatstabilizálót, például lítiumot vagy antikonvulzánst, vagy átváltanak egy típusos antipszichotikumra.
A szkizofreniform zavar kezelése fekvő-, illetve járóbeteg-ellátásban, valamint részleges kórházi kezelések formájában is megvalósulhat. A kezelési módszer kiválasztásakor az elsődleges cél a páciens pszichoszociális sérüléseinek minimalizálása, valamint a beteg és mások biztonságának fenntartása. Noha a betegek tünetei szinte mindig gyors kezelést igényelnek, a beteg tüneteinek súlyossága, a családi támogatás, és a kezelési előírások betartásának valószínűségének figyelembevétele segíthet meghatározni, hogy az állapotjavulás megtörténhet-e a járóbeteg-ellátásban.
Amint a kezelés során a beteg állapota javulásnak indul, a problémamegoldó technikák, a pszichopedagógiai megközelítések, valamint a foglalkozásterápia gyakran segít a betegeknek és családjuknak. A szkizofreniform zavar kezelésében gyakorlatilag mindenfajta egyéni pszichoterápiát alkalmaznak, kivéve a belátás-orientált terápiát, mivel ennél a kórképnél a betegségbelátás hiányozhat.
Mivel ennek a betegségnek gyorsan jelentkeznek a tünetei, az érintettek néha nem ismerik be, hogy betegek, ami szintén korlátozná az belátás-orientált terápia hatékonyságát. A pszichoterápia támogató formái, például az interperszonális pszichoterápia, a támogató pszichoterápia és a kognitív viselkedésterápia különösen jól alkalmazhatók a rendellenesség kezelése során. A csoportos pszichoterápia általában nem javallt szkizofreniform rendellenességben szenvedő betegek számára, mivel az előrehaladottabb pszichotikus rendellenességekben szenvedő betegek tünetei zavarhatják őket.

## Prognózis
A szkizofreniform rendellenesség alábbi specifikációi használhatók annak meghatározására, hogy vannak-e olyan jellemzők, amelyek jobb prognózist ígérnek:
- 'Jó prognosztikai faktorok' specifikáció használható, ha az alábbiak közül legalább kettő van jelen: 
  - Szembetűnő pszichotikus tünetek megjelenése a megszokott viselkedés első észrevehető változásától számított 4 héten belül.
  - Zavarodottság a pszichotikus epizód csúcsán
  - Jó premorbid (betegség előtti) szociális és munkahelyi működés
  - Érzelmi sivárság hiánya
- 'Jó prognosztikai faktorok hiánya' specifikáció használható, ha a fentiek közül kettő vagy több sincs jelen a betegnél.

A negatív tünetek jelenléte és a szegényes szemkontaktus egyaránt prognosztizálja a negatív kimenetelt. A szkizofréniában szenvedő betegek agyában tapasztalt anatómiai és funkcionális változások sokasága a szkizofreniform zavarban szenvedő betegeknél is előfordul. Jelenleg azonban a tudósok között nincs egyetértés abban, hogy a kamrai megnagyobbodásnak - amely a szkizofrénia rossz prognosztikai tényezõje -, van-e prognosztikai jelentősége a szkizoaffektív zavarban szenvedő betegeknél. Az Amerikai Pszichiátriai Szövetség szerint az "ideiglenes" szkizofreniform zavarral diagnosztizált betegek kb. kétharmadánál később szkizofréniát diagnosztizálnak; a fennmaradóak pedig is a 'szkizofreniform zavar' diagnózisa alatt maradnak.

## Járványtan
A szkizofreniform zavar egyforma gyakorisággal fordul elő a férfiak és a nők körében. Kezdete férfiak esetében 18–24, nők esetében pedig 18–35 éves korra tehető. Míg a szkizofrénia tünetei gyakran évek során, fokozatosan alakulnak ki, addig a szkizofreniform zavar diagnosztikai kritériumaiban sokkal gyorsabb kialakulás szerepel.
A rendelkezésre álló bizonyítékok arra utalnak, hogy az előfordulási gyakoriság a társadalmi/kulturális körülményektől függően eltér. Az Egyesült Államokban és más fejlett országokban az előfordulási arány alacsony; akár ötször kevesebb, mint a szkizofrénia esetében. A fejlődő országokban az előfordulási gyakoriság lényegesen magasabb, különösen a "jó prognosztikai faktorok" altípus esetében. Emiatt az altípus miatt a szkizofreniform zavar ugyanolyan gyakori lehet, mint a szkizofrénia.

## Fordítás
Ez a szócikk részben vagy egészben  a   Schizophreniform disorder című angol Wikipédia-szócikk ezen változatának fordításán alapul.  Az eredeti cikk szerkesztőit annak laptörténete sorolja fel. Ez a jelzés csupán a megfogalmazás eredetét és a szerzői jogokat jelzi, nem szolgál a cikkben szereplő információk forrásmegjelöléseként.